# Allen Woodring
Allen Woodring (Hellertown, 15 febbraio 1898 – Clearwater, 15 novembre 1982) è stato un velocista statunitense, campione olimpico dei 200 metri piani ai Giochi olimpici di Anversa 1920.
Woodring vinse la finale con un tempo di 22 secondi, battendo il favorito Charley Paddock, già vincitore della prova dei 100 m piani.

## Palmarès
| Anno | Manifestazione  | Sede    | Evento      | Risultato | Prestazione | Note |
| ---- | --------------- | ------- | ----------- | --------- | ----------- | ---- |
| 1920 | Giochi olimpici | Anversa | 200 m piani | Oro       | 22"0        |      |